# 小行星5193
小行星5193（英語：5193 Tanakawataru）是一颗围绕太阳公转的小行星。1992年3月7日，上田清二、金田宏在钏路市发现了此天体。
这颗小行星的绝对星等为18.45587等。